# Giotto (cráter)
Giotto es un cráter de impacto de 144 km de diámetro del planeta Mercurio. Debe su nombre al pintor italiano Giotto (1271-1337), y su nombre fue aprobado por la  Unión Astronómica Internacional en 1976.